# Иларије Арелатски
Иларије Арелатски (401. - 5. мај 449, Арл) је био касноантички епископ града Арла, који је живео у 5. веку. 
Помиње се као светитељ католичке и православне хришћанске цркве.
Син племенитих родитеља у јужној Галији, после бурне младости, срео је свог стрица, епископа Гонората Арелатског, и од њега је примио хришћанство и побожан живот. Продавши наследство, ступио је у строго аскетски манастир Леринску опатију на Леринским острвима.
Око 430. године, Гонорат га је изабрао за свог наследника због његових менталних способности и часног начина живота. Са овом титулом Иларије је постао познат као диван проповедник далеко ван граница своје земље.
Иларије је покушао да промовише аскетизам међу свештенством и борио се против августиновске доктрине предодређења. Његове беседе су биле у прилично једноставном стилу. После спора са папом Лавом I, он је свргнут са места епископа 445. године. 5. маја 449. 
Умро у Арлу; дан његове смрти је дан његовог сећања.
Епископове проповеди, заједно сабране и више пута објављиване (на пример, у Миновој „Патрологији“), привлаче пажњу не само хомилетичара, већ и историчара културе, као материјал за проучавање свакодневне историје Западне Европе у 5. веку. 